# Evarcha culicivora
Evarcha culicivora — вид аранеоморфних павуків родини павуків-стрибунів (Salticidae).

## Поширення
Вид поширений в Кенії та Уганді навколо озера Вікторія.

## Опис
Довжина тіла самців коливається від 3 мм до 6 мм, тоді як самки — від 4 мм до 7 мм. Тіло сіро-коричневого забарвлення. У самців лицьовий відділ червоного кольору та місцями є білі волоски.

## Спосіб життя
Вдень павук ховається в траві або інших рослинах близько до землі. Вночі виходить на полювання на відкриті місця. Полює на комарів з роду Anopheles. Воліє нападати на самиць комарів, які щойно поживилися кров'ю ссавців. Таким чином, павук непрямо живиться кров'ю хребетних, включаючи людини. Крім того, павук доповнює свій хижий раціон нектаром.